# Rocío Campigli
Rocío Campigli (nascida em 6 de agosto de 1994) é uma handebolista argentina. Integrou a seleção argentina feminina que terminou na décima segunda posição nos Jogos Olímpicos de Verão de 2016 no Rio de Janeiro. Atua como pivô e joga pelo clube Estudiantes de La Plata. Competiu pela Argentina no Campeonato Mundial de Handebol Feminino de 2015, na Dinamarca. Foi medalha de prata nos Jogos Pan-Americanos de 2015, além de bronze no Campeonato Pan-Americano de Handebol Feminino de 2015.

## Conquistas e prêmios individuais

### Melhor pivô
- Campeonato Pan-Americano Feminino de Clubes de Handebol de 2016